# Diócesis de Linares
La diócesis de Linares (en latín: Dioecesis Linarensis) es una circunscripción eclesiástica de la Iglesia católica en Chile. Se trata de una diócesis latina, sufragánea de la arquidiócesis de Santiago de Chile. Desde el 17 de enero de 2003 su obispo es Tomislav Koljatic.

## Territorio y organización

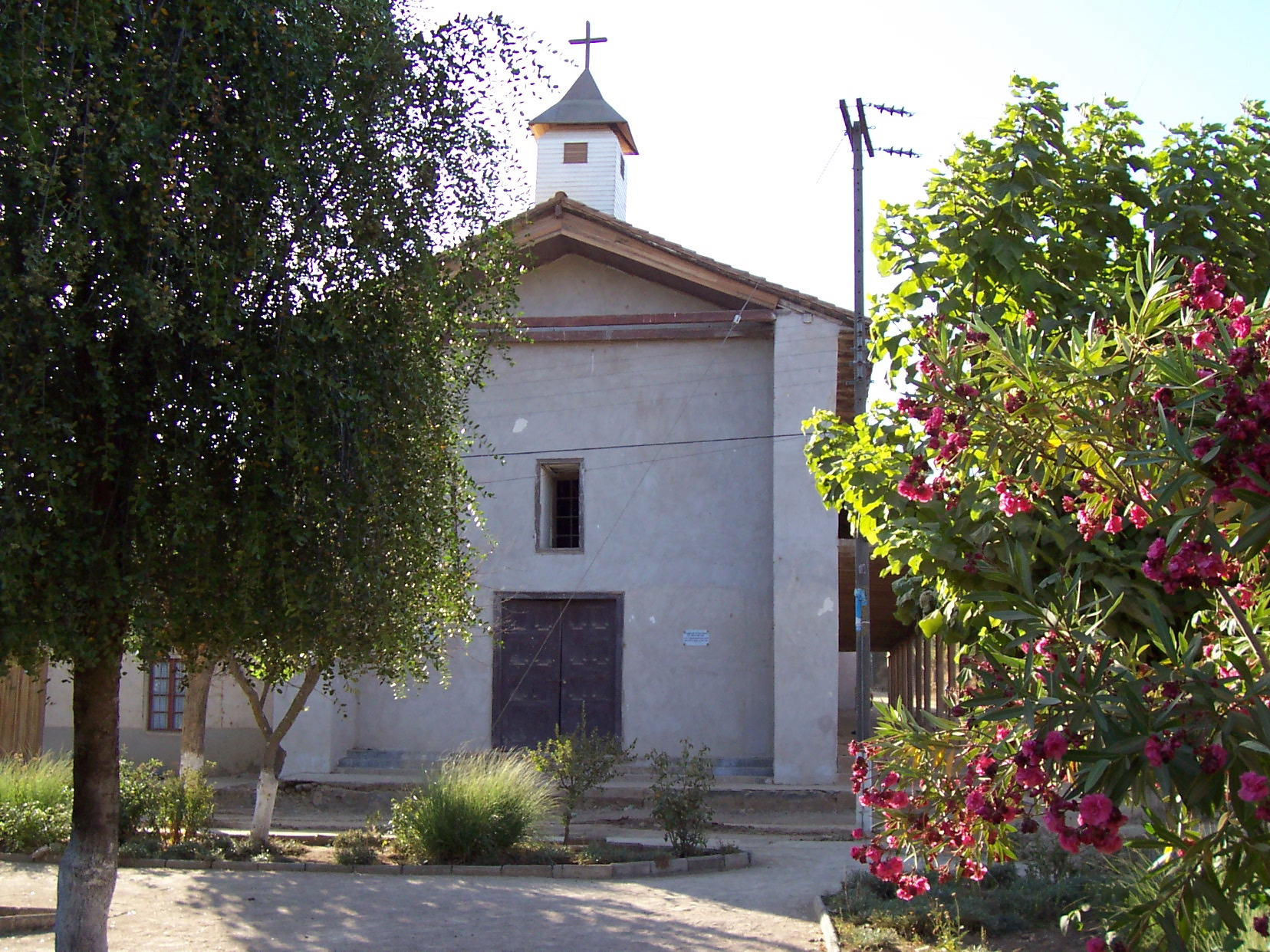
Iglesia parroquial de Nuestra Señora del Carmen, en Nirivilo. Pertenece al período colonial y ha sido declarada monumento nacional

La diócesis tiene 15 111 km² y extiende su jurisdicción sobre los fieles católicos de rito latino residentes en las provincias de Cauquenes y Linares, y las comunas de Constitución y Empedrado de la provincia de Talca, todas ellas en la región del Maule.
La sede de la diócesis se encuentra en la ciudad de Linares, en donde se halla la Catedral de San Ambrosio. 
En 2021 en la diócesis existían 33 parroquias agrupadas en 6 decanatos: Linares Urbano, Parral, Cauquenes, Constitución, San Javier y Linares Rural.
| - El Sagrario (Catedral), en Linares - Nuestra Señora del Rosario, en Linares - Inmaculado Corazón de María, en Linares - María Auxiliadora, en Linares - Jesús Obrero, en Linares - Nuestra Señora del Carmen, en Linares - María Peregrina, en Linares - San Antonio de Padua, en Linares - Santos Chilenos, en Linares - Nuestra Señora de la Buena Esperanza, en Panimávida - San Miguel Arcángel, en Colbún | - De la Santa Cruz, en Yerbas Buenas - San Lorenzo, en Longaví - San Francisco Javier, en San Javier - Santísima Virgen de la Merced, en San Javier - Santa Rosa, en Melozal - Del Niño Jesús, en Villa Alegre - San Francisco, en Huerta de Maule - San Juan, en Orilla de Maule - San José de Parral, en Parral - San Francisco de Parral, en Parral - San Sebastián de Los Cuarteles, en Parral | - San Ramón, en Retiro - San José, en Constitución - Nuestra Señora del Tránsito, en Putú - Nuestra Señora del Carmen, en Nirivilo - San Ignacio, en Empedrado - San Pedro, en Cauquenes - San Alfonso, en Cauquenes - Convento San Francisco, en Cauquenes - Santo Toribio, en Curanipe - San Luis Gonzaga, en Sauzal - San Ambrosio, en Chanco |

Entre las diócesis chilenas, Linares es una de las que posee más elevadas proporciones de población rural. Esta mezcla de lugares urbanos, rurales y periurbanos, en que una sustancial parte de la población vive en la pobreza, ha sido un gran desafío para la diócesis ya que ha impuesto grandes exigencias para el trabajo pastoral. A pesar de los limitados recursos humanos y materiales de la diócesis, el desafío ha sido afrontado por medio de la creación de una extensa red de servicios, con numerosos agentes pastorales y trabajadores voluntarios.
La diócesis de Linares ha tenido una participación activa y protagónica dentro de la Conferencia Episcopal de Chile. Las Orientaciones Pastorales emitidas por la conferencia han sido especialmente relevantes para la diócesis de Linares ya que han constituido un instrumento que ha facilitado y orientado la planificación pastoral.

## Historia
Tan pronto como la separación entre la Iglesia y el Estado se concretó en Chile, junto a otras 6 la diócesis fue erigida el 18 de octubre de 1925 con la bula Notabiliter aucto del papa Pío XI, obteniendo el territorio de la diócesis de Concepción (hoy arquidiócesis de la Santísima Concepción).
El 10 de enero de 1963 se amplió el territorio de la diócesis, como resultado del traslado de algunas parroquias que pertenecían a las diócesis de Chillán (hoy diócesis de San Bartolomé de Chillán) y Talca. De Chillán obtuvo las parroquias de la entonces provincia de Maule, hoy provincia de Cauquenes, y de Talca obtuvo la parroquia de Putú.
Desde el 17 de enero de 2003 su obispo diocesano es Tomislav Koljatic, quien tomó posesión de la diócesis el 15 de marzo siguiente.

## Estadísticas
Según el Anuario Pontificio 2022 la diócesis tenía a fines de 2021 un total de 300 000 fieles bautizados.
| Año                                                                             | Población            | Población | Población      | Sacerdotes | Sacerdotes    | Sacerdotes    | Bautizados por sacerdote | Diáconos permanentes | Religiosos | Religiosos | Parroquias |
| Año                                                                             | Bautizados católicos | Total     | % de católicos | Total      | Clero secular | Clero regular | Bautizados por sacerdote | Diáconos permanentes | Varones    | Mujeres    | Parroquias |
| ------------------------------------------------------------------------------- | -------------------- | --------- | -------------- | ---------- | ------------- | ------------- | ------------------------ | -------------------- | ---------- | ---------- | ---------- |
| 1950                                                                            | 160 000              | 161 371   | 99.2           | 48         | 23            | 25            | 3333                     |                      | 49         | 85         | 14         |
| 1966                                                                            | 262 000              | 262 000   | 100.0          | 69         | 21            | 48            | 3797                     |                      | 72         | 143        | 28         |
| 1970                                                                            | 251 369              | 271 369   | 92.6           | 66         | 23            | 43            | 3808                     |                      | 61         | 164        | 29         |
| 1976                                                                            | 278 525              | 311 298   | 89.5           | 55         | 20            | 35            | 5064                     | 10                   | 50         | 110        | 29         |
| 1980                                                                            | 291 000              | 330 800   | 88.0           | 56         | 21            | 35            | 5196                     | 9                    | 47         | 115        | 31         |
| 1990                                                                            | 349 000              | 391 000   | 89.3           | 49         | 25            | 24            | 7122                     | 7                    | 32         | 124        | 30         |
| 1999                                                                            | 289 997              | 375 845   | 77.2           | 53         | 35            | 18            | 5471                     | 13                   | 25         | 122        | 32         |
| 2000                                                                            | 302 828              | 380 656   | 79.6           | 56         | 36            | 20            | 5407                     | 14                   | 27         | 122        | 32         |
| 2001                                                                            | 323 670              | 395 574   | 81.8           | 57         | 36            | 21            | 5678                     | 15                   | 27         | 119        | 32         |
| 2002                                                                            | 328 640              | 396 023   | 83.0           | 57         | 35            | 22            | 5765                     | 8                    | 27         | 119        | 32         |
| 2003                                                                            | 271 038              | 361 384   | 75.0           | 60         | 34            | 26            | 4517                     | 18                   | 34         | 117        | 32         |
| 2004                                                                            | 271 038              | 361 384   | 75.0           | 58         | 32            | 26            | 4673                     | 17                   | 31         | 98         | 32         |
| 2013                                                                            | 294 000              | 393 000   | 74,8           | 41         | 30            | 11            | 7170                     | 20                   | 16         | 46         | 33         |
| 2016                                                                            | 272 925              | 367 356   | 74.3           | 48         | 33            | 15            | 5685                     | 18                   | 21         | 44         | 33         |
| 2019                                                                            | 292 000              | 360 000   | 81.1           | 46         | 25            | 21            | 6347                     | 20                   | 24         | 60         | 33         |
| 2021                                                                            | 300 000              | 375 170   | 80.0           | 41         | 27            | 14            | 7317                     | 22                   | 16         | 55         | 33         |
| Fuente: Catholic-Hierarchy, que a su vez toma los datos del Anuario Pontificio. |                      |           |                |            |               |               |                          |                      |            |            |            |

Para realizar eficazmente su trabajo pastoral, la diócesis de Linares ha levantado numerosas capillas, particularmente en las áreas rurales. El número total de capillas diocesanas llega a las 450. 

## Episcopologio
| Obispos de Linares | Obispos de Linares | Obispos de Linares | Obispos de Linares                        | Obispos de Linares                             | Obispos de Linares                                 | Obispos de Linares |
| Obispo             | Obispo             | Obispo             | Obispo                                    | Nombramiento                                   | Final                                              | Notas |
| ------------------ | ------------------ | ------------------ | ----------------------------------------- | ---------------------------------------------- | -------------------------------------------------- | --- |
| I                  |                    |                    | Miguel León Prado †                       | 14 de diciembre de 1925 por Pío XI             | 3 de marzo de 1934 Falleció                        | Consagrado el 27 de diciembre de 1925 Tomó posesión el 25 de abril de 1926Vicario general de Talca (1913-1925) Obispo auxiliar de Santiago de Chile (1925)                                                                               |
| II                 |                    |                    | Juan Subercaseaux Errázuriz †             | 23 de febrero de 1935 por Pío XI               | 8 de enero de 1940 Nombrado arzobispo de La Serena | Consagrado el 28 de abril de 1935 Tomó posesión el 12 de mayo de 1935Arzobispo de La Serena (1940-1942) |
| III                |                    |                    | Francisco Javier Valdivia Pinedo †        | 27 de julio de 1940 por Pío XII                | c. septiembre de 1940 Renunció                     | Renunció antes de ser consagrado |
| IV                 |                    |                    | Roberto Moreira Martínez †                | 22 de marzo de 1941 por Pío XII                | 2 de febrero de 1958 Falleció                      | Consagrado el 11 de junio de 1941 Tomó posesión el 15 de junio de 1941 |
| V                  |                    |                    | Augusto Osvaldo Salinas Fuenzalida SS.CC. | 15 de junio de 1958 por Pío XII                | 11 de diciembre de 1976 Retirado                   | Consagrado el 26 de noviembre de 1939 Tomó posesión el 29 de agosto de 1958Obispo de Temuco (1939-1941) Obispo titular de Nísiros (1941-1950) Obispo auxiliar de Santiago de Chile (1941-1950) Obispo de San Carlos de Ancud (1950-1958) |
| VI                 |                    |                    | Carlos Marcio Camus Larenas †             | 11 de diciembre de 1976 por Pablo VI           | 17 de enero de 2003 Retirado                       | Consagrado el 3 de marzo de 1968 Tomó posesión el 17 de abril de 1977Obispo de Copiapó (1968-1976) |
| VII                |                    |                    | Tomislav Francisco Koljatic Maroevic      | Desde el 17 de enero de 2003 por Juan Pablo II |                                                    | Consagrado el 6 de enero de 1998 Tomó posesión el 15 de marzo de 2003Obispo de titular de Bencenna (1997-2003) Obispo auxiliar de Concepción (1997-2003)                                                                                 |